# Romoos
Romoos (toponimo tedesco) è un comune svizzero di 638 abitanti del Canton Lucerna, nel distretto di Entlebuch.

## Geografia fisica
Romoos è situato nei pressi del massiccio del Napf, tra i torrenti Grosse Fontanne e Kleine Fontanne; il territorio comunale si estende su una superficie di 37,39 km² a un'altitudine compresa tra i 610 e i 1 371 m s.l.m. del monte Hapfegghengst. La topografia determinata dal Napf è caratterizzata da molte, strette gole e ripidi pendii boscosi con strette terrazze, che hanno fatto sì che questi luoghi siano stati definiti anche come le "Centovalli del Canton Lucerna".

## Storia
Diversi toponimi del luogo (Bärüti, Schwändi, Brand, Stocketli, Schwäntegg) suggeriscono la presenza di popolazioni di origine alemanna fin dal IX secolo; il nome Romoos appare tuttavia la prima volta in un documento del 1084, con ortografia Rommos, e forse deriva dall'alto tedesco antico Rona o Ronoche, che significa "tronco d'albero", "vento laterale" oppure "radura disboscata".

### Simboli
Lo stemma comunale («In Gelb schräger roter, erniedrigter Doppelwellenbalken, im linken Obereck wachsender schwarzer, rotbewehrter und gezungter Bär») presenta due bande ondulate rosse in campo giallo che rappresentano la Grosse e la Kleine Fontanne; l'orso era sullo stemma della famiglia Bärenstoss che ha servito i baroni di Wolhusen tra il 1273 ed il 1426.

## Monumenti e luoghi d'interesse
- Chiesa parrocchiale cattolica di Santa Maria Maddalena, attestata dal 1134 e ampliata nel 1773-1782[3];
- Santuario di Bramboden, eretto nel 1918-1919 su progetto di Viktor Stürmle[3].

## Società

### Evoluzione demografica
L'evoluzione demografica è riportata nella seguente tabella:
Abitanti censiti

## Geografia antropica

### Frazioni
Le frazioni di Romoos sono:
- Bramboden
- Fontannen bei Wolhusen
- Holzwegen
- Lingetli

## Economia
L'economia locale trae impulso principalmente dal settore primario.

## Infrastrutture e trasporti

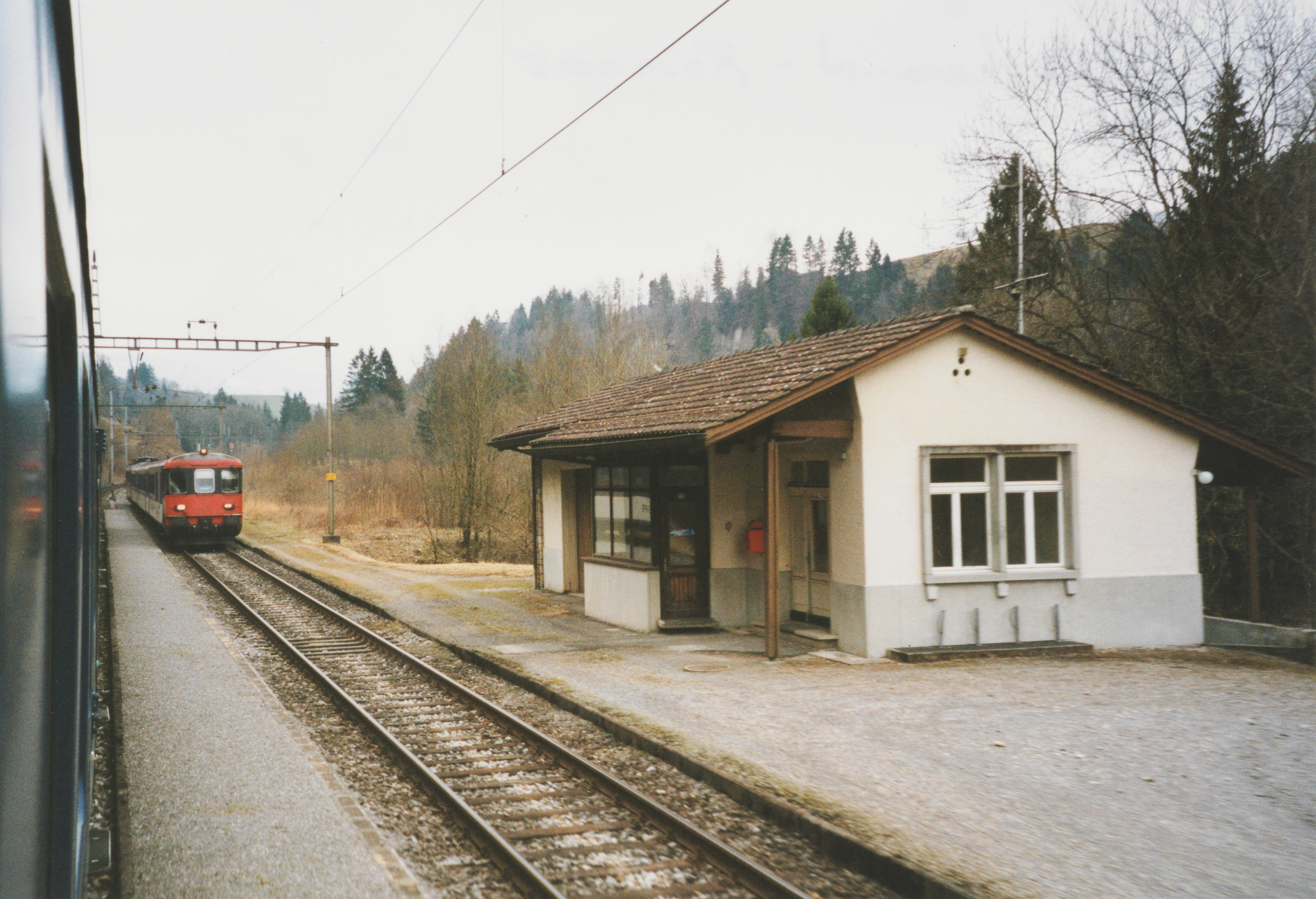
La stazione di Doppleschwand-Romoos

Romoos è servito dalla stazione ferroviaria di Doppleschwand-Romoos (dismessa dal 1999) delle Ferrovie Federali Svizzere, sulla linea Berna-Lucerna.